# Versigny, Oise

Versigny este o comună în departamentul Oise, Franța. În 1 ianuarie 2022 avea o populație de 348 de locuitori.